# Der Kinnhaken
Der Kinnhaken ist ein deutscher Spielfilm der DEFA von Heinz Thiel aus dem Jahr 1962.

## Handlung
Der Tag des 13. August 1961: Die junge Carolin hört im Radio, dass die Grenze zu West-Berlin geschlossen ist. Dort hat sie als Bardame gearbeitet und dort will sie wieder hin. Am Übergang trifft sie nur auf den Betriebskampfgruppen-Mann Georg, der sich von ihr angetan zeigt, sie jedoch nicht passieren lässt. Beide treffen sich kurze Zeit wieder. Als Carolin ihm deutlich macht, in den Westen fliehen zu wollen, verspricht er ihr, sie nach Abzug der Kampfgruppen über einen sicheren Pfad in den Westen zu bringen. Der September hat begonnen, die Kampfgruppen sind fort und Carolin erinnert Georg an sein Versprechen. Er eröffnet ihr, sie belogen zu haben und kann nicht verstehen, warum sie als „Schnapsverkäuferin“ nicht auch im Osten Berlins Fuß fassen will. Was er nicht weiß, ist, dass Carolin mit einem Schweizer Gast der Bar ein Verhältnis begonnen hat. Was Carolin nicht weiß und erst von ihrer Mitbewohnerin Rose erfährt, ist, dass der Schweizer von Carolins Bekanntem Bubi an sie empfohlen wurde und Geld für die Beziehung gezahlt hat.
Carolin, die kurze Zeit später mit Rose im Konsum zu arbeiten beginnt, erhält Besuch von Bubi und will wissen, ob er sie wirklich wie eine Prostituierte an andere Männer verkauft hat. Bubi gibt es zu und will mehr: Der Schweizer hat sich für einen Berlinbesuch angekündigt und Carolin soll ihn empfangen, nicht zuletzt, damit Bubi wieder zu Geld kommt. Weigert sie sich, will Bubi Georg alles über ihre Vergangenheit erzählen. Er gibt Carolin zwei Wochen Bedenkzeit.
Carolin ist in den nächsten Tagen niedergeschlagen, will sich Georg jedoch nicht offenbaren. Der erfährt erst von Rose die Hintergründe, ist nach einer Zeit des Schocks jedoch bereit, Carolin zu prüfen: Er will wissen, ob ihre Liebe zu ihm größer ist als die Angst vor Bubi, und sehen, ob sie sich mit ihm aussprechen wird. Jedes Angebot, ihm von ihrem Kummer zu erzählen, lehnt Carolin jedoch ab. Als sie erfährt, dass Georg bereits alles über ihre Vergangenheit weiß, flüchtet sie am Tag der Ankunft des Schweizers nach Dresden, wird im Zug jedoch von Georg eingeholt und fällt bei seinem Anblick in Ohnmacht. Georg weiß, dass Bubi am Tag der Abreise des Schweizers bei ihm erscheinen und ihm die Vergangenheit Carolins offenlegen wird. Er empfängt ihn und schlägt ihn mit einem Kinnhaken nieder. Es kommt zur Prügelei, die Bubi schwer geschlagen zurücklässt. Georgs Freund Frank hat unterdessen die Polizei verständigt, die Bubi in Gewahrsam nimmt. An Carolins Bett bittet Georg seine Freundin um Verzeihung und beide versöhnen sich.

## Produktion
Die Uraufführung fand am 29. November 1962 im Berliner Filmtheater Kosmos statt.
Der Kinnhaken sollte den Mauerbau rechtfertigen. So schrieb die zeitgenössische Kritik der DDR: „Ein Kinnhaken hat bereits bei Beginn dieses Films voll getroffen. Es ist jener Schlag, den unser Staat am 13. August 1961 den Möchtegern-Kriegern in Westberlin und Bonn und ihrem Anhang versetzte.“ Der Film war neben … und deine Liebe auch (1962) und Sonntagsfahrer (1963) einer von drei „Mauer-Filmen“ der DEFA, die kurz nach dem Mauerbau entstanden. Die Szenen um den Mauerbau, der real im August stattfand, wurden dabei im Winter 1962/63 gedreht, sodass während des Sprechens der Protagonisten der Kältehauch sichtbar wird.
Der Kinnhaken war der einzige Film, bei dem Manfred Krug auch als Drehbuchautor in Erscheinung trat. Er hatte die Idee zum Film und schrieb sich die Hauptrolle auf den Leib. Die Kritik präsentierte Krug daher in ihren Rezensionen propagandistisch als bekannten Sänger und Schauspieler, „der [dennoch] in jenen Tagen die Mühe und das Risiko eines Drehbuchanfängers auf sich nahm, weil er meint, seinen Altersgefährten etwas sagen zu müssen: daß es sich hier besser und menschlicher leben läßt, daß das Tor zur Freiheit für sie nicht zugefallen ist, sondern sich ganz im Gegenteil eben jetzt erst auftut.“

## Kritik
Die zeitgenössische Kritik lobte den „rauhen Charme“ Manfred Krugs und den Umstand, dass das ernste Thema des Films „durch heitere Episoden […] aufgelockert wird.“
Alfred Holighaus bewertete den Film rückblickend im Vergleich zu anderen Mauerfilmen als „in der filmhistorischen und -ästhetischen Beurteilung hinter dem von Frank Vogel [… und deine Liebe auch] rangier[end]“, da er „leichter, leichtfertiger mit dem Thema umgeht“, dafür aber auch „nicht so unsympathisch oder unfreiwillig komisch wie ‚… und deine Liebe auch‘ [wirkt]. Das liegt nicht zuletzt am Dialogwitz und dem unprätentiösen Spiel von Manfred Krug, der hier begann, was er als Brigadeführer Balla in Frank Beyers ‚Spur der Steine‘ vervollkommnete.“
Für den film-dienst war Der Kinnhaken „ein wenig überzeugender, schnell realisierter Stoff zum Thema Mauerbau, der unter Vergröberungen und schlechten Dialogen leidet“.